# Malling (Danimarca)

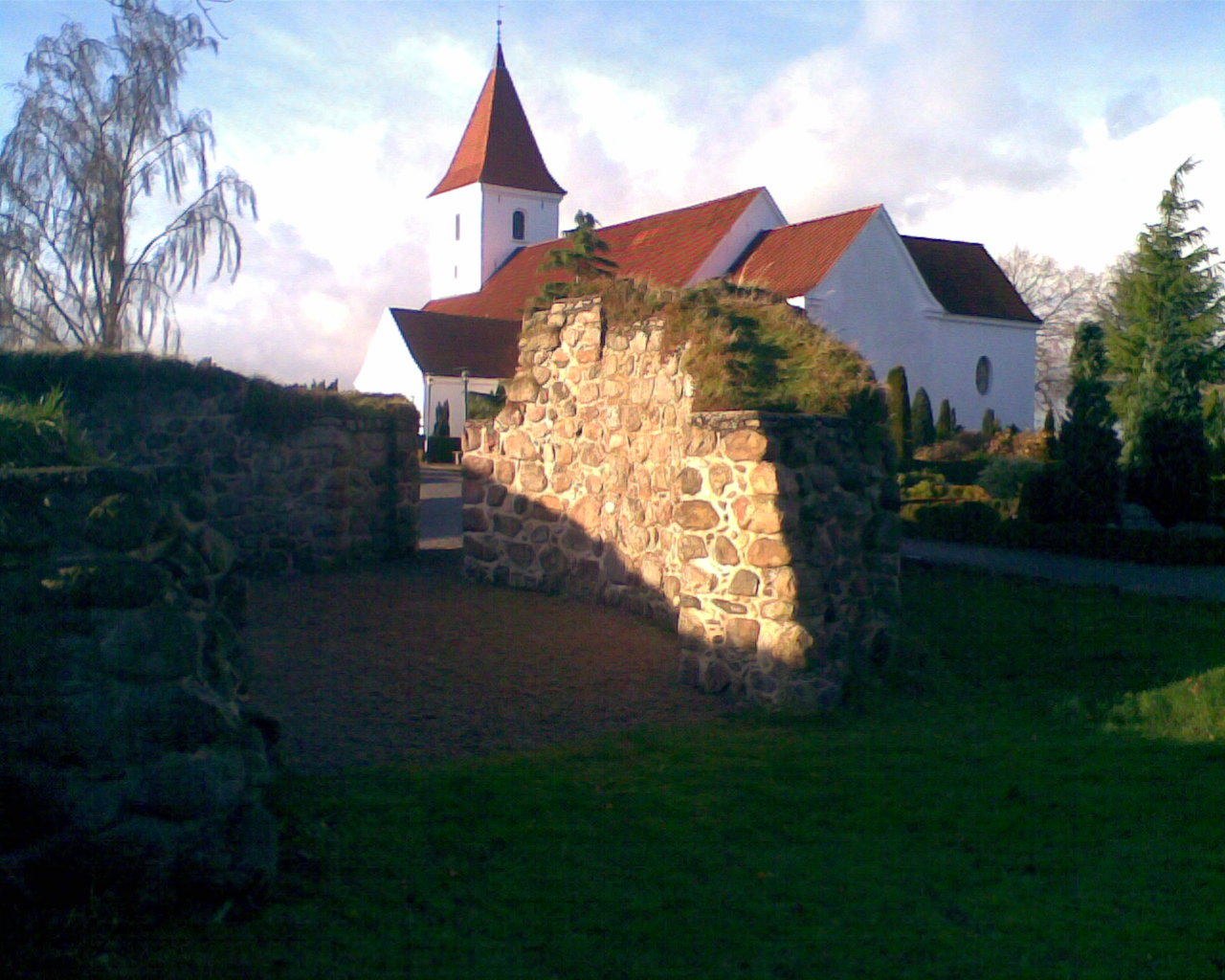
Torre medioevale e chiesa di Malling

Malling è una località dello Jutland Centrale di 3 285 abitanti (2008). Si trova a 15 chilometri dal centro del comune di Aarhus, a cui appartiene.
Malling fino al 1245 si chiamava Malend. Il nome deriva dalla collina sassosa, che caratterizza il territorio cittadino.
Su di essa infatti si trova una chiesa fortificata, costruita nel XIII secolo, che rimane tuttora il cuore della città.
Attualmente è ancora possibile notare l'antica composizione dei villaggi che compongono Malling. Beder, ad esempio, negli ultimi cinquant'anni, si è sviluppata molto, superando Malling in termini di popolazione. Comunque il centro storico di Malling è stato conservato: molti negozi sono stati trasformati in abitazioni private, ma l'antica strada Bredgade è ancora soggetta al passaggio di attività commerciali.
L'Odderbanen, che collega Odder con Århus, passa attraverso Malling ed essa è una principale stazione già da molti anni.
In significativa crescita l'industria tanto che la città ha negli ultimi anni visto un notevole aumento dei prezzi degli immobili e sta vivendo un massiccio aumento delle edificazioni e anche di popolazione.